# Tsurupika Hagemaru
Tsurupika Hagemaru (つるピカハゲ丸  lit. "Little Baldy Hagemaru") hay Hagemaru, là một manga Nhật Bản được viết và minh hoạ bởi Nomura Shinbo. Truyện được xuất bản trên tạp chí CoroCoro Comic của Shogakukan từ 1985 đến 1995.

## Nhân vật
- Hagemaru (?):
- Kondo (?):
- Aiko Hageda (Mom) and Yuji Hageda (Dad) (?):
- Pesu (?):.
- Miss Sakura (?):
- Midori-chan (?):
- Tonarida and Busu Chan (?):